# Digastrium
Digastrium es un género de plantas herbáceas de la familia de las poáceas. Es originario de Australasia.
A veces se incluye en el género Ischaemum.

## Especies
- Digastrium baileyi (C.E. Hubb.) Pilg.
- Digastrium fragile (R. Br.) A. Camus